# Укрексімбанк
Укрексі́мбанк (англ. Ukreximbank, повна назва: АТ «Державний експортно-імпортний банк України») — український банк та універсальна кредитно-фінансова установа, 100 % акцій якої належить державі в особі Кабінету Міністрів України. Заснований Урядом України в 1992 році з метою реалізації державної політики в сферах промисловості, зовнішньої торгівлі, економіки та фінансів.
У 2023 році Укрексімбанк заробив для держави рекордні в історії Банку 5 млрд грн. За підсумками 2023 року Укрексімбанк посів перше місце у рейтингу первинних дилерів Міністерства фінансів України. Банк займає перше місце на фондовій біржі «ПФТС» рейтингу торговців цінними паперами на фондових біржах України.
2023 року банк посідав № 1 серед найбільш активних учасників ринку «РЕПО з контролем ризиків».
Станом на лютий 2024 року банк посідав № 1 за обсягом кредитного портфеля юридичних осіб нетто (з урахуванням резервів — 75,6 млрд грн); № 2 за обсягом коштів клієнтів — юридичних осіб (142,5 млрд грн) та № 1 за кредитним портфелем програм МФО (27,8 млрд грн).

## Про банк
Структура АТ «Укрексімбанк» складається з Головного офісу, 22 філій, 28 відділень та 2 представництв за кордоном — у містах Лондон і Нью-Йорк. Укрексімбанк має найпоширенішу в Україні мережу банків–кореспондентів (понад 850 банківських установ у різних країнах світу). Місія банку — сприяти розвитку економіки України та бізнесу клієнтів, переважно експортоорієнтовних та імпортозамінних галузей економіки, шляхом кредитування і банківського обслуговування фінансових операцій клієнтів, підтримки національного експортера та виконання функції фінансового агента Уряду України.
Статутом Банку визначено, що АТ «Укрексімбанк» засновано для залучення зовнішніх і внутрішніх кредитних ресурсів в економіку України, надання та отримання кредитів від імені та за дорученням Кабінету Міністрів України (як фінансовий агент Уряду), фінансування та гарантування експортно-імпортних операцій підприємств, обслуговування державного зовнішнього боргу України, здійснення операцій на грошовому, валютному та фондовому ринку, здійснення комплексу заходів щодо фінансування інвестиційних проектів, надання банківських послуг, співробітництва з міжнародними фінансовими організаціями, впровадження інших видів діяльності, здійснення інших операцій відповідно до законодавства та вимог Статуту.
АТ «Укрексімбанк» успішно співпрацює з провідними міжнародними фінансовими організаціями, такими як Світовий банк, ЄБРР, KfW, NIB, IFC, з великими іноземними банками та фінансово-кредитними установами. За час своєї діяльності на міжнародних фінансових ринках та в галузі експортного фінансування Банк став прямим позичальником та гарантом 35 провідних експортно-кредитних агенцій світу.
Укрексімбанку належить дочірня лізингова компанія ТОВ «Ексімлізинг» (заснована у 2006).
1992—1998 років головний офіс банку функціонував за адресою: м. Київ, вул. Хрещатик, 8, а від 1998 року працює за адресою: м. Київ, вул. Антоновича, 127.

## Керівництво
3 травня 2024 було наглядова рада банку забвердила головою правління Віктора Пономаренка..

### Колишні керівники
- Яременко Сергій Олександрович (січень 1992 — серпень 1995)
- Сорокін Олександр Миколайович (серпень 1995 — березень 2005)
- Капустін Віктор Володимирович (березень 2005 — квітень 2010)
- Удовиченко Микола Миколайович (квітень 2010 — лютий 2013)
- Білоус Віталій Володимирович (лютий 2013 — серпень 2014)
- Гриценко Олександр Вікторович (серпень 2014 — березень 2020)[12]
- Мецгер Євген Володимирович (березень 2020 — жовтень 2021)[13]
- Єрмаков Сергій Олександрович, в.о. (12 жовтня 2021 — до т.ч.)[14]

## Наглядова рада
На початку 2024 року в Укрексімбанку відбулося перше засідання оновленої Наглядової ради. Як представники держави до неї увійшли Олександр Бевз, Юрій Буца та Вікторія Страхова.
Незалежні члени наглядової ради:
- Сільвія Юмі Ганссер-Поттс;
- Разван Мунтеану;
- Роберт С. Коссманн;
- Домінік Меню;
- Ростислав Футало.

## Історія
«Державний експортно-імпортний банк України» було утворено 3 січня 1992 року згідно з Указом Президента України № 29/92. За цим Указом до складу Банку було включено всі структурні підрозділи Зовнішекономбанку СРСР, що знаходились на території України. 23 січня 1992 року банк отримав свою першу ліцензію від Національного банку України. У 1993 році Укрексімбанк приєднався до системи міжнародних розрахунків S.W.I.F.T.
У 2008 році банк став членом Глобальної мережі експортно-імпортних банків та фінансових установ зі сприяння розвитку (The Global Network of Export-Import Banks and Development Finance Institutions — G-NEXID).
5 травня 2009 року постановою Кабінету Міністрів України Укрексімбанк змінив назву з відкритого акціонерного товариства на публічне акціонерне товариство, було оновлено статут.
2011 — банк здійснив перше залучення фінансування в гривні на міжнародних ринках. Цей випуск трирічних єврооблігацій на 2,3 млрд грн видання EuroWeek визнало трансакцією року в категорії «Трансакції, деноміновані у валюті країни з ринків, що розвиваються».
Протягом 2014-15 років банк зазнав найбільших за свою історію збитків. 2014 року збитки сягнули 9,8 млрд грн, 2015 — 14,1 млрд. У звіті банку за 2015 рік причинами збитків названі знецінення активів внаслідок економічної кризи та збитки від курсової різниці за операціями в іноземній валюті.
В 2015 році банк першим серед компаній, зовнішні боргові зобов'язання яких були включені до загального процесу переговорів Уряду України з власниками зовнішнього боргу державного сектору, успішно завершив переговори з інвесторами про реструктуризацію єврооблігацій з термінами погашення в 2015, 2016 і 2018 роках на загальну суму 1,475 млрд доларів США.
26 лютого 2016 року з метою оптимізації мережі філій було ліквідовано філії в Донецьку, Луганську та Ізмаїлі.
З 2016 року банк визначено системно важливим банком.
В листопаді 2019 року голову правління банку Олександра Гриценка було затримано ГПУ за підозрою в створенні злочинної організації, розкраданні майна й відмиванні коштів. Перед цим було заявлено про викрадення Гриценка, але СБУ спростувала ці дані, пояснивши, що Олександра затримано і поміщено до СІЗО.
В листопаді 2020 року банк змінив назву з публічного акціонерного товариства на акціонерне товариство.
Того ж року Укрексімбанк вперше серед українських емітентів єврооблігацій провів про-активну операцію керування зобов'язаннями без одночасного розміщення нового випуску (cash tender offer).
Наприкінці 2020 року, після запровадження карантину, Укрексімбанк продовжив забезпечувати безперебійну роботу. Банк заручився підтримкою Національного банку та розширив ліміти рефінансування, яке стало надійним інструментом отримання коштів для операційної та фінансової діяльності.
Укладено угоди про співпрацю з Фондом розвитку підприємництва та розпочато фінансування юридичних осіб та приватних підприємців за державною програмою «Доступні кредити 5-7-9 %», а також за двома програмами кредитування галузевих напрямів та підтримки інвестпроектів.
Укрексімбанк призначено Агентом Уряду з реалізації програми з надання державних гарантій на портфельній основі з метою підтримки мікро-, малого та середнього бізнесу в Україні через спрощення доступу підприємствам до банківського фінансування.
У 2023 році Укрексімбанк заробив 5 млрд грн.
Протягом 2024 фінансового року до сплати податків банк отримав прибуток 5,9 млрд грн, на 20,1 % більше за 2023 рік.

### Напад на журналістів
4 жовтня 2021 року під час інтерв'ю з головою правління «Укрексімбанку» Євгеном Мецгером у його кабінеті було скоєно напад на журналістів програми Схеми: корупція в деталях. Напад мав значний суспільний резонанс, було розпочато кримінальне провадження за фактом перешкоджання журналістській діяльності.
11 жовтня 2021 року, наглядова рада звільнила Євгена Мецгера, а на його місце, на термін до вступу на посаду особи, яку буде обрано наглядовою радою за результатами конкурсу не пізніше аніж 12 квітня 2022 року, виконувачем обов'язків було призначено Сергія Єрмакова.

## Рейтинги та нагороди
- На п'ятих зборах банків-партнерів Міжнародної фінансової Корпорації (МФК) у Дубаї АТ «Укрексімбанк» визнано найкращим банком-емітентом в Європі та Центральній Азії з передекспортного фінансування у 2012 році у рамках Глобальної програми торговельного фінансування[30].

- У жовтні 2012 року, Укрексімбанк посів першу позицію за показником надійності в оновлених даних «Першого Українського Депозитного Індексу» (FUDI). Він єдиний з усіх фінустанов здобув рейтинг А, що характеризується як «Найвища надійність серед українських банків. Низька чутливість до несприятливих зовнішніх факторів»[31].

- У серпні 2012 року, в рейтингу «ГVардія корпоративних брендів — 2012» (видавничий дім «Галицькі контракти») бренд Укрексімбанку оцінили в 30 мільярдів гривень — найдорожчий фінансовий бренд України[32][33].

- 2012 — Укрексімбанк № 1 у рейтингу надійності банківських депозитів від видання «Реальна економіка»[34].

- За Pi-рейтингом надійності банків агенції «Експерт-Рейтинг» банк має оцінку B++ за результатами 2010 року (25 позиція із 87)[35].

- За версією британського видання «The Banker» Укрексімбанк визнано найкращим банком 2005 року в Україні[36].

- 2024 — один із найкращих розрахункових банків для бізнесу за версією «Банки року». Згідно із рейтингом delo.ua та журналу ТОП-100: Рейтинги найкращих Укрексімбанк визнаний номером один у номінації «Банк із найкращими умовами для МСБ і корпоративного сектору» та у спецномінації «Ефективність в управлінні NPA та NPL»[37].

- 2023 — за версією International Financial Club «Bankir», банк визнано надійним партнером середнього бізнесу, муніципалітетів та комунальних підприємств[38].

- № 9 серед 30 провідних українських компаній за результатами дослідження «Чемпіони диджиталізації» від Forbes Україна та KPMG.[39].

- Нагорода в номінації «Ефективність в управлінні NPA та NPL» (організатор — Дело та журнал «Топ-100: Рейтинги найкращих»).[40].

- 2025 — три нагороди «Головна фінансова премія року» від Асоціації українських банків: «Довіра клієнтів», «Банківська підтримка бізнесу» та «Банківська ефективність і рентабельність».[41].

- 2025 — рейтинг Euromoney Awards for Excellence відзначив банк як «Найкращий в Україні для корпоративного бізнесу».[42]

## Проєкти
29 листопада 2023 Укрексімбанк разом з фондом Повернись живим долучились до забезпечення бригад Морської піхоти ЗСУ.

## Галерея

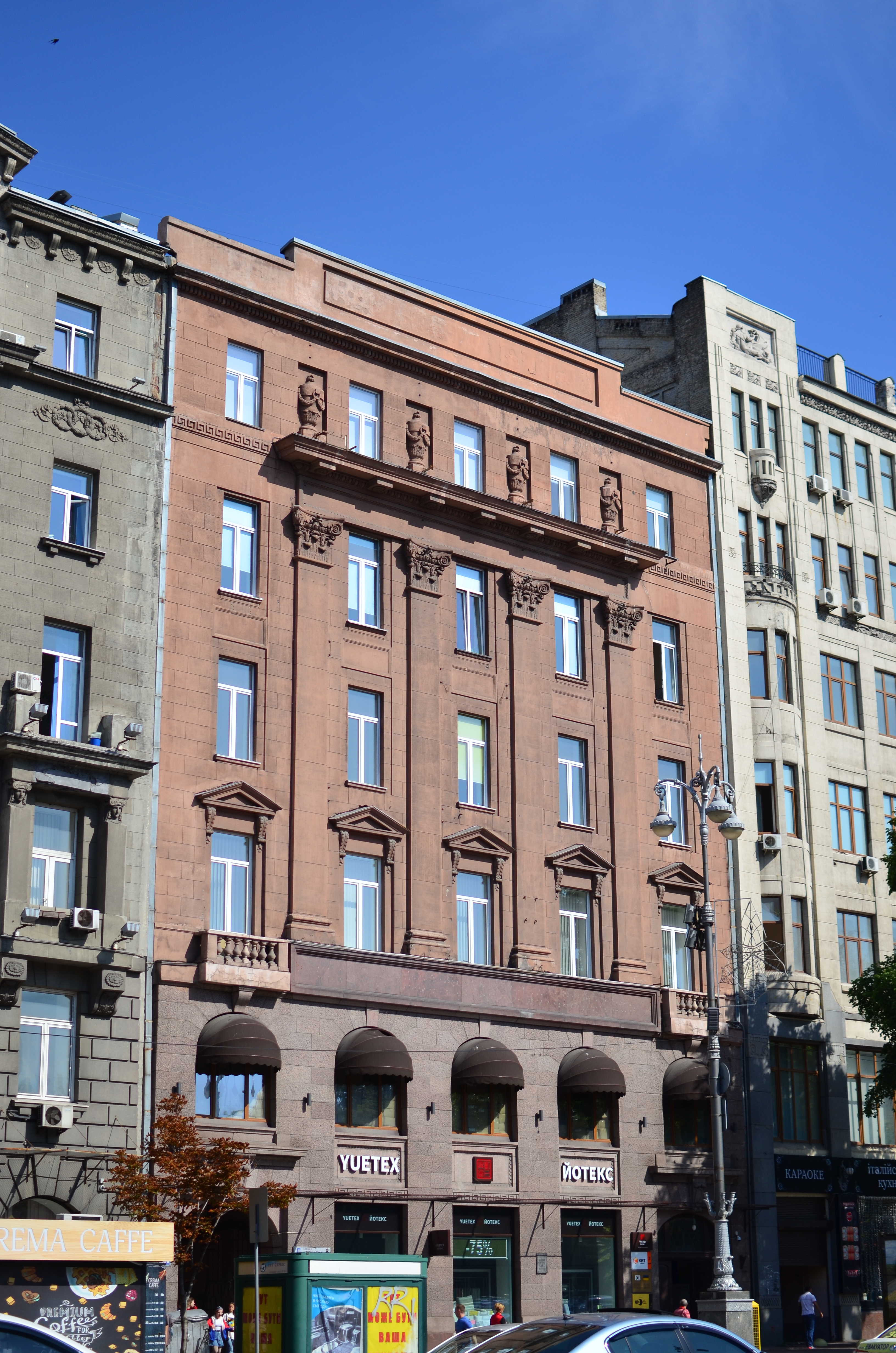
Головний офіс Укрексімбанку в 1992-1998 роках, Хрещатик, 8
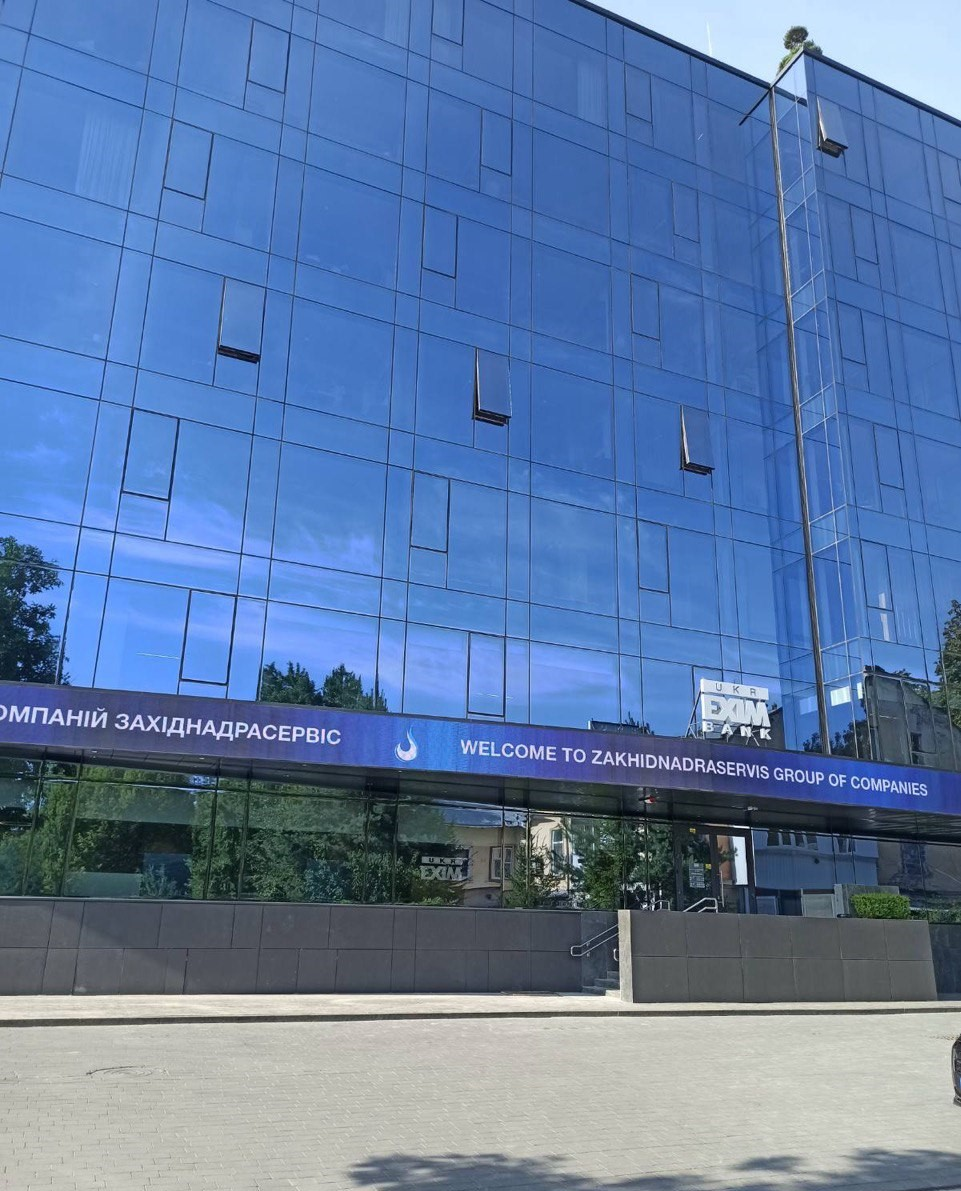
Філія Укрексімбанку у Львові
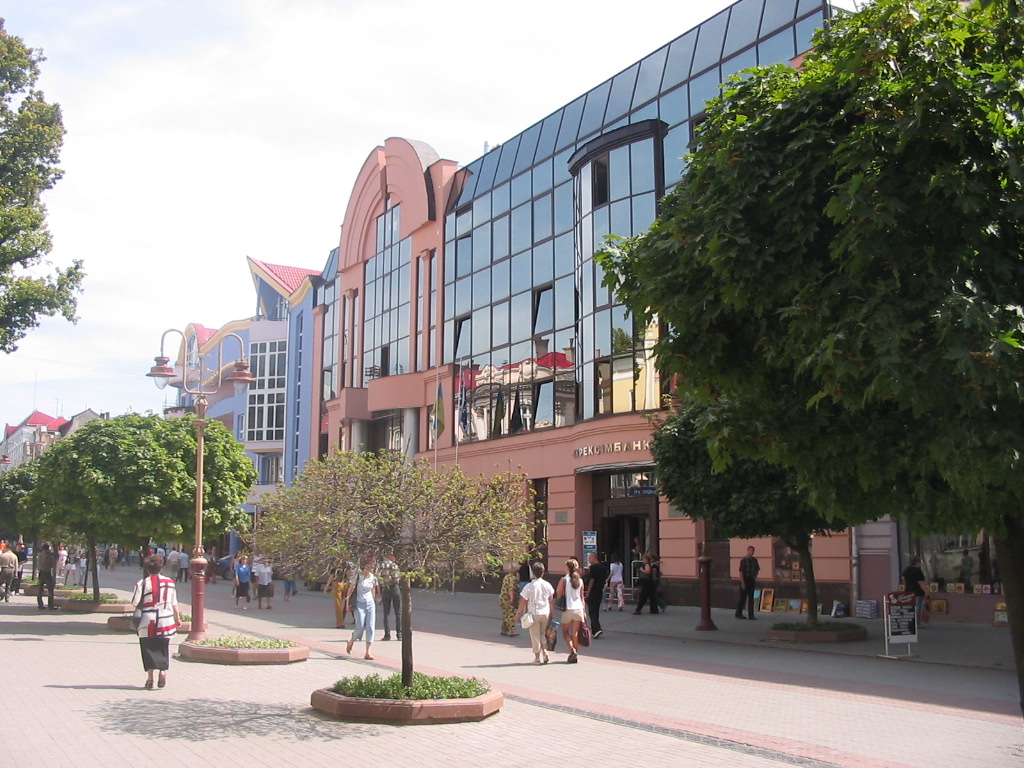
Філія Укрексімбанку в Івано-Франківську
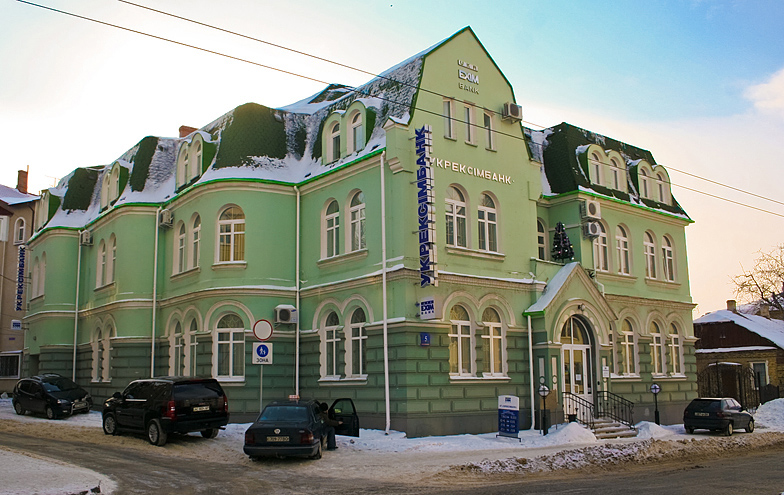
Філія Укрексімбанку в Луцьку
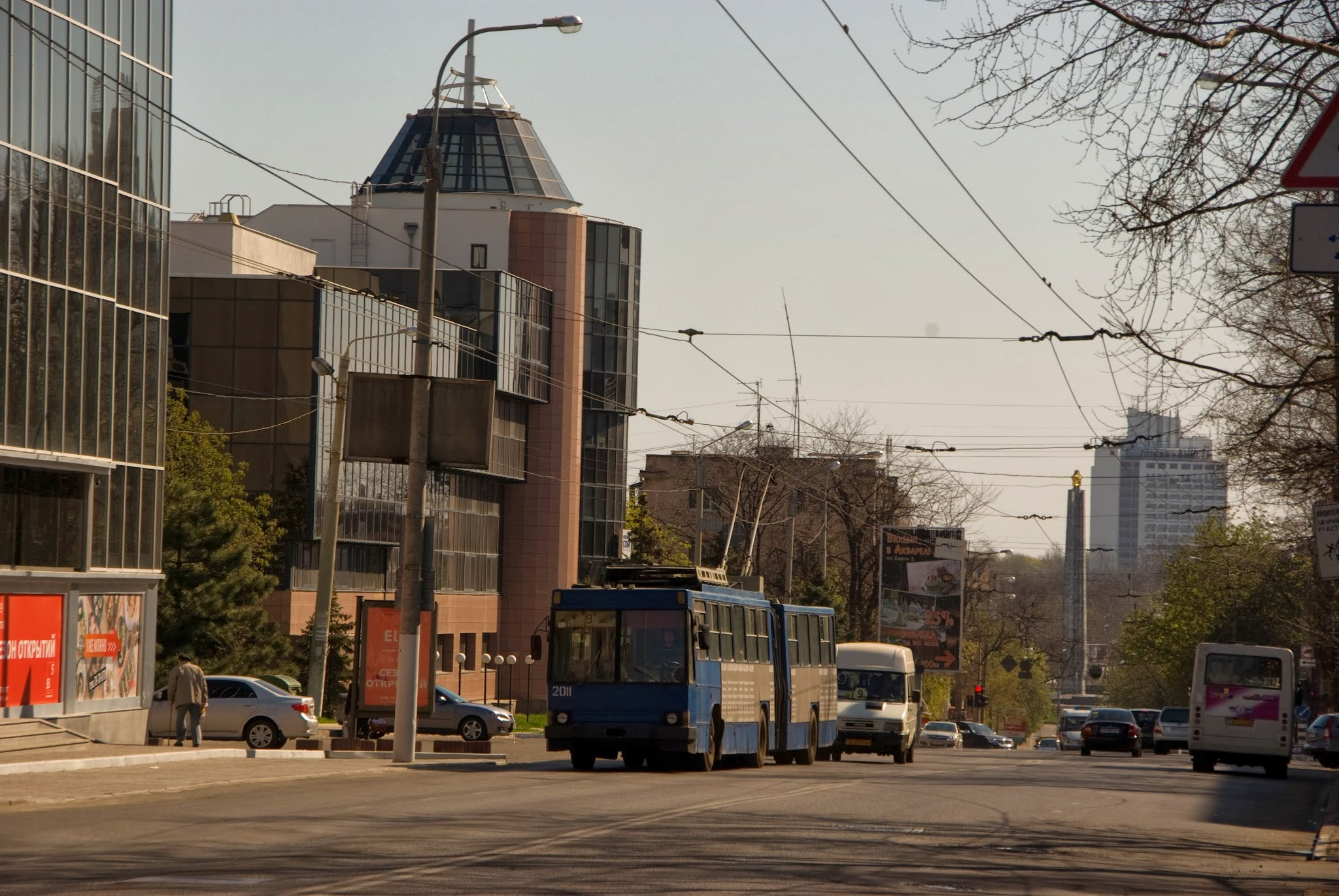
Філія Укрексімбанку в Одесі
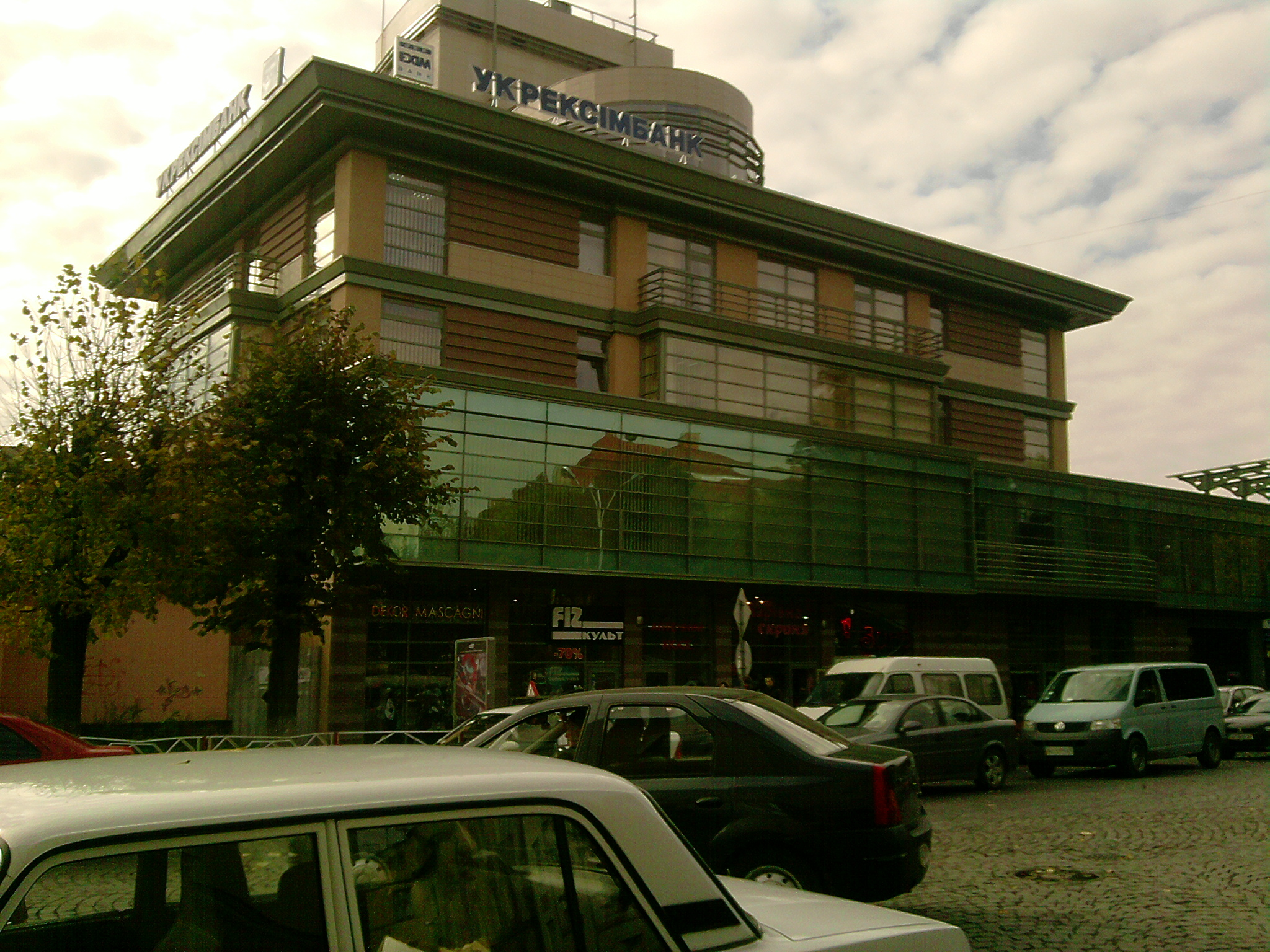
Філія Укрексімбанку в Ужгороді